# Léopold Chandezon
Louis Léopold Chandezon, dit Léopold, décédé le 17 juillet 1846, est un auteur dramatique et librettiste français du XIXe siècle.

## Biographie
En dehors de son œuvre, on ne sait pratiquement rien de Léopold Chandezon sinon qu'il fut, en 1830, le premier directeur du théâtre des Folies-Dramatiques,.
Ses pièces ont été représentées sur les plus grandes scènes parisiennes du XIXe siècle : Théâtre de l'Ambigu-Comique, Théâtre de la Gaîté, Théâtre de la Porte-Saint-Martin etc.

## Œuvres
- 1806 : Le Dernier Bulletin, ou la Paix, impromptu mêlé de vaudevilles, avec Darrodes de Lillebonne
- 1814 : Baudouin de Jérusalem ou les Héritiers de Palestine, mélodrame en trois actes, avec Eugène Cantiran de Boirie
- 1814 : Henri IV, ou la Prise de Paris, mélodrame historique en 3 actes, avec de Boirie et J-B. Dubois
- 1815 : Jean sans Peur, duc de Bourgogne, ou le Pont de Montereau, mélodrame héroïque en 3 actes et en prose, avec de Boirie
- 1815 : Le Mariage de Clovis, ou le Berceau de la Monarchie française, mélodrame en 3 actes, à grand spectacle, avec de Boirie et J-B. Dubois
- 1815 : La Marquise de Gange, ou les Trois Frères, mélodrame historique en 3 actes et en prose, avec de Boirie
- 1815 : La Sibylle, ou la Mort et le Médecin, féerie en 2 actes, mêlée de chants et de danses, avec de Boirie et J-B. Dubois
- 1816 : Le Connétable Du Guesclin, ou le Château des Pyrénées, mélodrame en 3 actes, en prose et à spectacle, avec de Boirie
- 1816 : Le Sacrifice d'Abraham, pièce en 4 actes, avec Cuvelier
- 1817 : Les Machabées, ou la Prise de Jérusalem, drame sacré en 4 actes, avec Cuvelier, au théâtre de l'Ambigu (23 septembre)
- 1817 : La Fille maudite, mélodrame en 3 actes et à grand spectacle, avec de Boirie
- 1817 : La Gueule de lion, ou la Mère esclave, mélodrame en 3 actes et en prose, avec Cuvelier
- 1817 : Roland furieux, pantomime chevaleresque et féerie en 4 actes, avec des prologues, avec Cuvelier
- 1818 : La Forêt de Sénart, mélodrame en 3 actes, avec de Boirie
- 1818 : Jean Sbogar, mélodrame en 3 actes, avec Cuvelier, au théâtre de la Gaîté (24 octobre)
- 1818 : Le Coffre de fer, ou la Grotte des Apennins, pantomime en trois actes, avec Cuvelier
- 1819 : La Grand-maman, comédie en 1 acte, en prose, mêlée de vaudevilles, avec Jean-Baptiste Dubois
- 1820 : La Montre d'or, ou le Retour du fils, mimodrame en 2 actes, avec Cuvelier
- 1820 : La Muette, ou la Servante de Weilhem, fait historique en 1 acte
- 1820 : Le Paysan grand seigneur, ou la Pauvre Mère, mélodrame en 3 actes, avec de Boirie
- 1821 : Sydonie, ou la Famille de Meindorff, avec Cuvelier, musique d'Alexandre Piccinni, au théâtre du Panorama-Dramatique (3 juillet)
- 1821 : L'Armure, ou le Soldat moldave, mélodrame en 3 actes, avec Cuvelier
- 1821 : La Prise de corps, ou la Fortune inattendue, folie anecdotique en 1 acte et en prose
- 1821 : La Prise de Milan, ou Dorothée et La Trémouille, pièce en 3 actes, à grand spectacle, avec Cuvelier
- 1821 : Le Temple de la mort, ou Ogier-le-Danois, pièce en 3 actes et à grand spectacle, avec Cuvelier
- 1823 : La Chasse, ou le Jardinier de Muldorff, comédie-vaudeville, en un acte, avec de Boirie
- 1823 : Le Remords, mélodrame en 3 actes et à spectacle
- 1824 : Cardillac, ou le Quartier de l'Arsenal, mélodrame en 3 actes, avec Antony Béraud, au théâtre de l'Ambigu (25 mai)
- 1825 : Les Aventuriers, ou le Naufrage, mélodrame en 3 actes, avec Antony Béraud
- 1825 : La Corbeille de mariage, ou les Étrennes du futur, vaudeville en 1 acte, avec Maurice Alhoy et Armand-François Jouslin de La Salle
- 1825 : Cagliostro, mélodrame en 3 actes, avec Béraud
- 1825 : Les Prisonniers de guerre, mélodrame en 3 actes, avec Béraud
- 1825 : La Redingote et la Perruque, ou le Testament, mimodrame en 3 actes à grand spectacle, avec Béraud
- 1825 : Mazeppa, ou le Cheval tartare, mimodrame en 3 actes, tiré de lord Byron, avec  Jean-Guillaume-Antoine Cuvelier, musique de M. Sergent, au théâtre du Cirque-Olympique
- 1826 : Le Corregidor, ou les Contrebandiers, mélodrame en 3 actes, avec Béraud
- 1827 : Le Rôdeur, ou les Deux Apprentis, drame en 3 actes, avec Béraud
- 1827 : Le Vétéran, pièce militaire en 2 actes, avec Béraud
- 1828 : Desrues, mélodrame en 3 actes, à spectacle, avec Jules Dulong et Saint-Amand
- 1828 : Irène, ou la Prise de Napoli, mélodrame en 2 actes, avec Béraud
- 1828 : La Muse du boulevard, songe en 2 époques, avec prologue et épilogue, mêlé de chants, avec Jules Dulong et Saint-Amand, musique de M. Adrien, au théâtre de l'Ambigu-Comique (7 juin)
- 1829 : L’Éléphant du roi de Siam, drame à grand spectacle en 3 actes et 10 tableaux, avec Ferdinand Laloue, musique de M. Degroot
- 1829 : Le Nain de Sunderwald, pièce en 2 actes et en 8 parties imitée de l'anglais par M. Thackeray et L. Chandezon, musique de M. Sergent, au théâtre du Cirque-Olympique (19 novembre)
- 1829 : La Tour d'Auvergne, premier grenadier de France, pièce militaire en 2 époques et en 8 parties
- 1827 : Le Voile bleu, folie-vaudeville en 1 acte, avec Michel-Nicolas Balisson de Rougemont et Dulong
- 1837 : Ma rente avant tout, comédie-vaudeville en 1 acte, avec Belville, au théâtre de la Porte-Saint-Martin (29 juin).